# Lisle-sur-Tarn
Lisle-sur-Tarn település Franciaországban, Tarn megyében. Lakosainak száma 4857 fő (2022. január 1.). Lisle-sur-Tarn Castelnau-de-Montmiral, Gaillac, Loupiac, Montans, Puycelsi, Rabastens és Salvagnac községekkel határos.

## Népesség
A település népességének változása:
| Lakosok száma | 4440 | 4574 | 4717 | 4694 | 4682 | 4676 | 4693 | 4775 | 4857 |
|               | 2013 | 2015 | 2016 | 2017 | 2018 | 2019 | 2020 | 2021 | 2022 |